# Élections législatives néo-zélandaises de 1896
Les élections législatives néo-zélandaises de 1896 ont lieu les 4 (maori) et 19 décembre (général) 1896 pour élire 74 députés de la Chambre des représentants.

## Résultats
|       |                     |                     |         |       |        |     |
| Parti | Parti               | Dirigeant           | Voix    | %     | Sièges | +/- |
|       | Parti libéral       | Richard Seddon      | 184 650 | 54,78 | 39     | -12 |
|       | Conservateurs       | William Russell     | 114 574 | 33,99 | 26     | +13 |
|       | Autres Indépendants | Autres Indépendants | 37 800  | 11,23 | 9      | -1  |
|       |                     |                     |         |       |        |     |
| Total | Total               | Total               | 337 024 | 100   | 74     | -   |